# Brad Fiedel
Brad Ira Fiedel (Nueva York, 10 de marzo de 1951) es un compositor estadounidense retirado de bandas sonoras de cine. En los años 1980 comenzó a trabajar en varias películas de éxito, predominantemente del género de acción y el thriller. En sus creaciones musicales fue pionero en el uso de sintetizadores e instrumentos electrónicos. Hacia finales de los años 1990 dejó de trabajar en grandes producciones. También fue teclista para Hall & Oates.
Comenzó su carrera en el cine a finales de la década de 1970 y compuso para gran cantidad de telefilmes y producciones menores de cine hasta que en 1984 fue llamado por James Cameron para componer la banda sonora del filme de ciencia ficción The Terminator, donde comenzó una exitosa carrera caracterizada por la percusión metálica, definitoria de su producción musical. Desde entonces, Fiedel ha puesto música a películas muy populares y de gran éxito como Fright Night y su secuela Fright Night II, The Big Easy, La serpiente y el arco iris, The Accused, Blue Steel, Terminator 2: el juicio final, Sola en la penumbra o True Lies.
En los últimos años Fiedel se ha movido a otra áreas creativas, escribiendo musicales originales y diseñando y construyendo un complejo turístico para surfistas en Saladita, México. Aunque su última creación para una película fue en el año 1995, en 2003 el compositor Marco Beltrami recuperó su más famoso leitmotiv para el filme Terminator 3: La rebelión de las máquinas.

## Filmografía parcial
| - Deadly Hero (1975) - Playing for Time (1980, telefilme) - The Bunker (1981, CBS TV movie) - Night School (1981) - Just Before Dawn (1981) - Asesinato en Coweta County (1983, telefilme) - Cocaine: One Man's Seduction (1983, telefilme) - Eyes of Fire (1983) - Right of Way (1983, telefilme) - Calendar Girl Murders (1984, TV movie) - The Terminator (1984) - Fraternity Vacation (1985) - Fright Night (1985) - Compromising Positions (1985) - The Midnight Hour (1985) - Popeye Doyle (1986, telefilme) - Desert Bloom (1986) - La hermandad de la justicia (1986, telefilme) - Let's Get Harry (1986) - The Big Easy (1986) - Nowhere to Hide (1987) | - La serpiente y el arco iris (1988) - Fright Night II (1988) - The Accused (1988) - Solo ante la ley (1989) - Immediate Family (1989) - Blue Steel (1990) - Plymouth (1991) - Blood Ties (1991, telefilme) - Terminator 2: el juicio final (1991) - Gladiator (1992) - Straight Talk (1992) - The Real McCoy (1993) - Striking Distance (1993) - Blink (1993) - True Lies (1994) - Johnny Mnemonic (1995) - Rasputin: Dark Servant of Destiny (1996) - Mistrial (1996, telefilme) - Edén (1996) |